# Jonathan Tah
Jonathan Glao Tah (* 11. Februar 1996 in Hamburg) ist ein deutscher Fußballspieler. Seine größten Erfolge feierte er bislang mit Bayer 04 Leverkusen, mit dem er das Double aus deutscher Meisterschaft und DFB-Pokal sowie den DFL-Supercup gewann. Er steht seit 2025 beim FC Bayern München unter Vertrag.

## Vereinskarriere

### Anfänge und Jugend
Jonathan Tah hatte seine Karriere in den Jugendmannschaften der Hamburger Stadtteilklubs Altona 93 und dem SC Concordia begonnen, bevor er 2009 in das Nachwuchsleistungszentrum des Hamburger SV wechselte. Er entwickelte sich in allen Mannschaften zum Stammspieler. Im Januar 2013 verlängerte er seinen im Sommer 2014 auslaufenden Vertrag vorzeitig bis zum 30. Juni 2016. Auch Vereine aus der englischen Premier League waren an einer Verpflichtung Tahs interessiert.

### Profi beim Hamburger SV

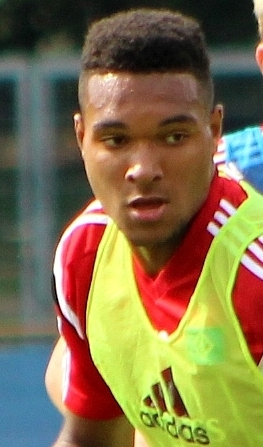
Tah beim HSV-Training (2014)

Ab Februar 2013 trainierte er einmal wöchentlich mit den Profis und rückte zur Saison 2013/14 fest in den Profikader auf, in dem Trainer Thorsten Fink mit ihm perspektivisch als vierten Innenverteidiger nach Heiko Westermann, Johan Djourou und Lasse Sobiech plante. Sein Pflichtspieldebüt absolvierte Tah am 4. August 2013 in der ersten Runde des DFB-Pokals, als er beim 4:0-Sieg gegen den SV Schott Jena in der 83. Spielminute für Heiko Westermann eingewechselt wurde. Mit 17 Jahren, fünf Monaten und 23 Tagen löste er Mustafa Kučuković (2004 mit 17 Jahren, zehn Monaten und sechs Tagen) als jüngsten HSV-Spieler ab, der seit Beginn der Bundesligazeit in einem Pflichtspiel eingesetzt wurde (im März 2018 wurde er in diesem Ranking von Josha Vagnoman, der mit 17 Jahren, zwei Monaten und 27 Tagen in der Bundesliga debütierte, abgelöst). Zu seinem Bundesligadebüt kam Tah am 24. August 2013, als er bei der 0:1-Niederlage bei Hertha BSC kurz vor Ende der Partie für Zhi Gin Lam eingewechselt wurde. Eine Woche später stand er im Nordderby gegen Werder Bremen, das 0:2 verloren wurde, erstmals in der Startelf. In der Folge entwickelte sich Tah bis zum Ende der Hinrunde unter dem neuen Trainer Bert van Marwijk zum Stammspieler. Ende November 2013 verlängerte er seine Vertragslaufzeit um zwei Jahre bis zum 30. Juni 2018. Auch an den ersten zwei Spieltagen der Rückrunde stand Tah bei den 0:3-Niederlagen gegen Schalke und Hoffenheim in der Startelf. Anfang Februar 2014 gelangten Details aus seinem Vertrag an die Öffentlichkeit. Unter dem neuen Trainer Mirko Slomka kam der 18-jährige Tah – auch wegen der sportlichen Situation des Vereins, der öffentlich gewordenen Vertragsdetails und seines bevorstehenden Fachabiturs – nur noch am vorletzten Spieltag im Spiel gegen den FC Bayern München zu einem Kurzeinsatz. Er kam in dieser Zeit in der zweiten Mannschaft und der A-Jugend, die wie die Profis gegen den Abstieg spielten, zum Einsatz.

### Fortuna Düsseldorf
Nachdem Tah im Erstrundenspiel des DFB-Pokals und an den ersten beiden Spieltagen nicht eingesetzt worden war, wurde er am 1. September 2014 bis zum Ende der Saison 2014/15 in die 2. Bundesliga an Fortuna Düsseldorf ausgeliehen. Für die Fortuna debütierte er am 15. September 2014 beim 2:0-Auswärtssieg gegen den 1. FC Nürnberg ab der 59. Minute. Er stieg schnell zu einem der Leistungsträger der Mannschaft auf. In der Hinrunde der Saison setzte er zwei Spiele wegen eines Muskelfaserrisses aus. Am 8. Februar 2015, dem 20. Spieltag, wurde Tah beim 1:1 im Spiel gegen den Karlsruher SC in der 39. Minute wegen zweier Gelber Karten innerhalb von nur drei Minuten mit Gelb-Rot vom Platz gestellt und für das nächste Ligaspiel gegen Erzgebirge Aue gesperrt. Am Ende der Saison, die Fortuna Düsseldorf auf dem zehnten Platz abschloss, standen für Tah 23 Pflichtspieleinsätze zu Buche, in denen er eine Torvorlage gegeben hatte (alle in der Liga).

### Bayer 04 Leverkusen
Zum Trainingsauftakt der Saison 2015/16 am 1. Juli kehrte Tah zunächst zum HSV zurück, reiste aber schon wenige Tage später zur U-19-Europameisterschaft, die am 6. Juli in Griechenland begann. Noch vor seiner Turnierteilnahme teilte er dem Verein den Wunsch mit, zu Bayer 04 Leverkusen wechseln zu wollen. Am 16. Juli unterschrieb Tah einen bis zum 30. Juni 2020 datierten Fünfjahresvertrag.
Sein Pflichtspieldebüt für Bayer Leverkusen gab er am 8. August 2015 in der ersten Runde des DFB-Pokals im Spiel bei den Sportfreunden Lotte, in dem er über die komplette Spieldauer spielte. Seinen ersten Champions-League-Einsatz absolvierte er am 16. September 2015 im Heimspiel gegen BATE Baryssau über die gesamte Spielzeit. Daran anknüpfend absolvierte er alle 28 Pflichtspiele in der Hinrunde über die volle Spieldauer.
In der Saison 2023/24 holte er mit Bayer Leverkusen das Double bestehend aus der Deutschen Fußball Meisterschaft und dem DFB-Pokal.
Sein Vertrag lief bis 2025.

### FC Bayern München
Zur Saison 2025/26 wechselte Tah zum FC Bayern München, bei dem er einen Vertrag bis zum 30. Juni 2029 unterschrieb. Sein Vertrag in Leverkusen lief am 30. Juni 2025 aus. Der FC Bayern zahlte dennoch eine Ablöse, damit er bereits im Juni an der FIFA-Klub-Weltmeisterschaft 2025 teilnehmen konnte.

## Nationalmannschaftskarriere
Tah hatte wegen der Herkunft seines Vaters die Möglichkeit, neben der deutschen auch für die ivorische Nationalmannschaft zu spielen. In einem Interview aus dem Januar 2014 – als er bereits für deutsche Jugendauswahlen aktiv gewesen war – hatte er sich noch nicht festgelegt. Tah spielte für die deutsche U17-Auswahl, die er als Mannschaftskapitän anführte. Mit ihr gewann er im Februar 2013 den Algarve-Cup. Er spielte außerdem fünfmal für die U16-Auswahl. Beim 6:0-Sieg der U19-Auswahl über die Mannschaft aus Kasachstan erzielte Tah am 9. Oktober 2014 in der 88. Minute das 4:0. Auch am 31. März 2015 führte er die deutsche Nationalmannschaft an, als sie beim 6:0 über Tschechien die Qualifikation für die U19-EM 2015 sicherte.
Am 18. März 2016 berief ihn Bundestrainer Joachim Löw erstmals in den Kader der A-Nationalmannschaft für die Freundschaftsspiele gegen die englische (26. März) und italienische Auswahl (29. März). Sein Debüt gab er bei der 2:3-Niederlage gegen England im Olympiastadion Berlin, als er zur zweiten Halbzeit für Mats Hummels eingewechselt wurde.
Am 8. Juni 2016 nominierte Löw Tah in den deutschen Kader für die EM in Frankreich nach, nachdem sich Antonio Rüdiger am Vortag am Kreuzband verletzt hatte. Zu einem Einsatz während des Turniers kam Tah nicht. Die deutsche Mannschaft schied im Halbfinale nach einer 2:0-Niederlage gegen den Gastgeber aus. Tah stand im erweiterten Kader für die WM 2018 und nahm am Trainingslager der Nationalmannschaft in Eppan teil, reiste aber nicht mit zum Turnier in Russland, da er von Bundestrainer Joachim Löw nicht in den endgültigen WM-Kader berufen wurde.
Bei der U21-EM 2019 führte er das deutsche Team als Mannschaftskapitän bis ins Finale, das mit 1:2 gegen Spanien verloren ging.
Im Mai 2024 wurde er von Bundestrainer Julian Nagelsmann in den Kader für die Europameisterschaft im eigenen Land berufen.

## Titel und Auszeichnungen
Titel
- Deutscher Meister: 2024 (Bayer 04 Leverkusen)
- Deutscher Pokalsieger: 2024 (Bayer 04 Leverkusen)
- Deutscher Supercupsieger (2): 2024 (Bayer 04 Leverkusen), 2025 (Bayern München)

Auszeichnungen
- Jugendspieler des Jahres 2014 (Hamburger Fußball-Verband)
- Fritz-Walter-Medaille in Gold: 2015 (U19)
- Wahl in die VDV 11: 2023/24, 2024/25

## Privates
Tahs Mutter ist Deutsche, der Vater stammt von der Elfenbeinküste. Die Eltern ließen sich scheiden, als Tah im Kleinkindalter war. Er spricht neben Deutsch auch Englisch und Französisch.
Neben dem Trainings- und Spielbetrieb beim Hamburger SV erlangte Tah die Fachhochschulreife an der Oberstufe Foorthkamp im Hamburger Stadtteil Langenhorn.